# Zeche Sophia (Witten)
Die Zeche Sophia in Witten ist ein ehemaliges Steinkohlenbergwerk in Nordrhein-Westfalen. Das Bergwerk war auch unter den Namen Zeche Sophie und Zeche Sophia Gerichts Witten bekannt. Das Bergwerk befand sich im Bereich der heutigen Straßen Hammerteich und Hohenstein.

## Bergwerksgeschichte
Am 4. Dezember des Jahres 1747 wurde ein Längenfeld für den Abbau im Südflügel von Flöz Geitling verliehen. Am 4. Juli des Jahres 1754 wurde eine Erweiterung auf das Längenfeld verliehen. Noch im selben Jahr ging das Bergwerk für mehrere Jahre in Betrieb. In den Jahren 1772 bis 1781 wurden die abgebauten Kohlen über die Ruhr und den Rhein bis nach Kleve geliefert. Im Jahr 1790 wurde das Bergwerk in die Niemeyersche Karte eingetragen. Zu diesem Zeitpunkt waren ein Stollen und ein dazugehöriger Schacht vorhanden. Im Dezember des Jahres 1798 wurde ein Stollen angesetzt. Der Stollen wurde ab dem Jahr 1799 aufgefahren. Im Oktober des Jahres 1800 wurde das Bergwerk stillgelegt. Am 3. Februar des Jahres 1824 konsolidierte die Zeche Sophia mit weiteren Zechen zur Zeche Vereinigte Ruhrmannsbank.